# Krimi Abenteuer Phantastik
Krimi – Abenteuer – Phantastik (Abkürzung: kap) war eine an Jugendliche gerichtete, populäre Heftreihe aus Erzählungen der Genres Krimi, Abenteuer und Phantastik aus der DDR. Es wurden Neuerscheinungen und Übersetzungen überwiegend von zeitgenössischen Autoren veröffentlicht, zum großen Teil aus der Sowjetunion oder anderen befreundeten osteuropäischen Staaten.

## Kurze Editionsgeschichte
Der größte Teil der Hefte war illustriert, erschien als Nachfolger der Kleinen Jugendreihe von 1966 bis 1971 im Verlag Kultur und Fortschritt, Berlin (nach der Fusionierung im Verlag Volk und Welt), bis einschließlich 1969 halbmonatlich, ab 1970 nur noch etwa monatlich, jeweils im Format 15 × 11 cm ab Heft 73 dann im Format 16,5 × 11,5 cm. Das Einzelheft kostete konstant 35 Pfennig. Der Umschlag war mit einer farbigen Illustration versehen. Der Umfang des Heftes betrug 64 Seiten.

## Liste der Hefte (1966–1971)
| Nr. | Jahr | Titel (bei Erzählsammlungen Einzeltitel) | Autor oder Autoren                                                                                | Umschlag / Illustrationen    | Genre / nähere Beschreibung | Herkunftsland der Erzählung(en) / Übersetzer                                                                                        |
| --- | ---- | --- | ------------------------------------------------------------------------------------------------- | ---------------------------- | --- | --- |
| 001 | 1966 | Schritte ins Ungewisse | Sewer Gansowski                                                                                   | Gertrud Boesel               | Zukunftserzählung über einen unterschiedlichen Zeitverlauf am selben Ort | Sowjetunion / Ruth Henkel |
| 002 | 1966 | Wer kennt den Toten? | Alexander Rjabzew                                                                                 | Werner Ruhner                | Kriminalerzählung handelt in der Sowjetunion | Sowjetunion / Doris-Ursula Pirl |
| 003 | 1966 | Räuber im grauen Wagen | Lew Samoilow und Wladimir Girin                                                                   | Werner Ruhner                | Kriminalerzählung handelt in der Sowjetunion; bereits 1955 in Kleine Jugendreihe erschienen | Sowjetunion / E. Linde & W. Rathfelder                                                                                              |
| 004 | 1966 | Deckname „Zyklon-Süd“ | Dmitri Morosow                                                                                    | Karl Fischer                 | Kriegserzählung aus dem Zweiten Weltkrieg | Sowjetunion / Dieter Pommerenke |
| 005 | 1966 | Sturzflug aus den Wolken | Sergej Anochin                                                                                    | Hans Räde                    | Abenteuererzählung über das Leben eines Testfliegers in der Sowjetunion; aus dem Band „Die unsichtbare Barriere“ | Sowjetunion / G. Lichtenstein |
| 006 | 1966 | Der Herr der Dschungel | Rudyard Kipling                                                                                   | Werner Ruhner                | Zwei Abenteuererzählungen aus dem neuen Dschungelbuch (Rothund und Im Rukh) von einem Menschenkind, das von Tieren im Urwald von Indien aufgezogen wurde | Großbritannien / Curt Abel-Musgrave                                                                                                 |
| 007 | 1966 | Sturm auf die Mühle: - Sturm auf die Mühle - Die Überschwemmung                                                                                      | Émile Zola                                                                                        | Gertrud Boesel               | Zwei Liebeserzählungen, handeln in Frankreich, die erstere zur Zeit des Deutsch-Französischen Krieges von 1870/71 | Frankreich / Curt Noch |
| 008 | 1966 | Arzt im Niemandsland | Kurt Menke                                                                                        | Hans Räde                    | Kriegserzählung aus dem Zweiten Weltkrieg | DDR |
| 009 | 1966 | Funkwarnung: Erdbeben …!: - Steve Bright verschwindet - Die Stimme aus der Antiwelt - Index J-81 - Funkwarnung: Erdbeben …! - Bioströme, Bioströme … | - Maksud Ibrahimbek - Sewer Gansowski - Ilja Warschawski - Sergei Schitomirski - Ilja Warschawski | Werner Ruhner                | Fünf Zukunftserzählungen | Sowjetunion / - Traute & Günther Stein - Anneliese Globig - Margit Bräuer - Dieter Pommerenke - Rolf Bräuer                         |
| 010 | 1966 | Die verhängnisvolle Begnadigung | Lew Schejnin                                                                                      | Karl Fischer                 | Kriminalerzählung handelt in der Sowjetunion | Sowjetunion / Doris-Ursula Pirl |
| 011 | 1966 | Polizist Meskentin | Gerhard Jäckel                                                                                    | Hans Räde                    | Kriminalerzählung handelt in der Bundesrepublik Deutschland | DDR |
| 012 | 1966 | Der Mann im Sperrfeuer | Konstantin Simonow                                                                                | Hans Räde                    | Kriegserzählung aus dem Zweiten Weltkrieg, Kampf an der Wolga; Kapitel 18–20 aus dem Roman „Tage und Nächte“ | Sowjetunion / E. Margolis und R. Czora                                                                                              |
| 013 | 1966 | Der unsichtbare Funker | Jan Litan                                                                                         | Hans Räde                    | Spionageerzählung aus dem Zweiten Weltkrieg; aus dem Buch „Begegnung mit Spionen“ | Polen / Eugenie Walter |
| 014 | 1966 | Remus klärt Verbrechen auf | Jacques Wertheimer-Ghika                                                                          | Karl Fischer                 | Kriminalerzählung über Geldfälschung handelt in Rumänien | Rumänien / nicht genannt |
| 015 | 1966 | Der Feuergürtel | Gleb Golubjew                                                                                     | Karl Fischer                 | wissenschaftlich-phantastische Erzählung | Sowjetunion / Anneliese Globig |
| 016 | 1966 | Rebellion auf der Insel | František Běhounek                                                                                | Werner Ruhner                | Abenteuererzählung (teilweise Robinsonade) handelt in Ecuador nach der kolonialen Unabhängigkeit | Tschechoslowakei / Gustav Just |
| 017 | 1966 | Spurlos verschwunden: - Spurlos verschwunden - Die Breguet-Uhr des Monsieur Edouard Herriot                                                          | Lew Schejnin                                                                                      | Hans Räde                    | Zwei Kriminalerzählungen handeln in der Sowjetunion, Spurlos verschwunden ist dem Buch „Schatten der Vergangenheit“ entnommen | Sowjetunion / - Viktor Gronfain - Thomas Reschke                                                                                    |
| 018 | 1966 | Der Elefantentreiber | Oleg Erberg                                                                                       | Jürgen Wittdorf              | Abenteuererzählung handelt in Afghanistan in den 1920er-Jahren; bereits 1958 in Kleine Jugendreihe erschienen | Sowjetunion / Thomas Reschke |
| 019 | 1966 | Piloten im Luftkampf | Arseni Woroschejkin                                                                               | Hans Räde                    | Kriegserzählung aus dem Zweiten Weltkrieg; aus dem Buch „Jagdflieger“ | Sowjetunion / Heinz Kübart |
| 020 | 1966 | Schiffbrüchig im Tropenmeer | Juri Iwanow                                                                                       | Gertrud Boesel               | Abenteuererzählung handelt im Atlantik Mitte bis Ende des 20. Jahrhunderts | Sowjetunion / Norbert Randow & Werner Tzschoppe                                                                                     |
| 021 | 1966 | Die drei schönen Betrügerinnen: - Die drei schönen Betrügerinnen - Das Blaue Zimmer                                                                  | - Tirso de Molina - Prosper Mérimée                                                               | Werner Ruhner                | Zwei Abenteuererzählungen handeln im alten Spanien (Die drei schönen Betrügerinnen, ursprünglich Die drei genarrten Ehemänner) und von zwei verliebten Menschen im letzten Teil des 19. Jahrhunderts in Frankreich (Das Blaue Zimmer), letzteres aus dem Band „Auserlesene Novellen“ von Prosper Mérimée | Spanien / Egon Hartmann (Die drei schönen Betrügerinnen) Frankreich / Helmut Bartuschek (Das Blaue Zimmer)                          |
| 022 | 1966 | Schüsse im Rathaus | H. Germar                                                                                         | unbekannt                    | Kriegserzählung aus dem Zweiten Weltkrieg | DDR |
| 023 | 1966 | Unter dem Banner des weißen Hirsches | Klaus Möckel                                                                                      | Irmhild und Hilmar Proft     | Abenteuererzählung handelt märchenhaft im asiatisch-orientalischen Raum | DDR |
| 024 | 1966 | Mursuks Rache | Witali Bianki                                                                                     | Hans Räde                    | Tiererzählung um einen Luchs handelt Anfang des 20. Jahrhunderts in der Sowjetunion; bereits 1958 in "Kleine Jugendreihe" erschienen | Sowjetunion / Johannes Richter |
| 025 | 1967 | Aktion Bumerang | Erich Loest                                                                                       | Werner Ruhner                | Kriegserzählung aus dem Zweiten Weltkrieg | DDR |
| 026 | 1967 | Eine Beute der Wölfe | Jack London                                                                                       | Hans Räde                    | Abenteuererzählung | USA / nicht genannt |
| 027 | 1967 | Flucht in den Tod | Franz Fühmann                                                                                     | Hans Räde                    | Kriegserzählung aus dem Zweiten Weltkrieg | DDR |
| 028 | 1967 | Der elektronische Melmoth | Gennadi Gor                                                                                       | Werner Ruhner                | Zukunftserzählung | Sowjetunion / Norbert Randow & Werner Tzschoppe                                                                                     |
| 029 | 1967 | Schritte auf dem Asphalt | Jacques Wertheimer-Ghika                                                                          | Werner Ruhner                | Kriminalerzählung | Rumänien / nicht genannt |
| 030 | 1967 | Durch Glut und Wüstensand | Wladimir Karpow                                                                                   | Hans Räde                    | Zwei Erzählungen | Sowjetunion / Doris-Ursula Pirl |
| 031 | 1967 | Der Sträfling von der Teufelsinsel | Hans von Oettingen                                                                                | Werner Ruhner                | Erzählung um die Dreyfus-Affäre | |
| 032 | 1967 | Der letzte Schuß | Boris Lawrenjow                                                                                   | Karl Fischer                 | Abenteuererzählung handelt in der Zeit nach der Oktoberrevolution in der Sowjetunion | Sowjetunion / nicht genannt |
| 033 | 1967 | Die Rache Porportuks | Jack London                                                                                       | Hans Räde                    | Zwei Abenteuererzählungen | USA / Christine Hoeppener |
| 034 | 1967 | Der Tod verliert eine Chance | Dieter Sternbeck                                                                                  | Karl Fischer                 | | |
| 035 | 1967 | Die Dillinger-Bande | Günter Prodöhl                                                                                    | Karl Fischer                 | Dokumentarische Nacherzählung der Verbrechen von John Dillinger; später in der Buchreihe Kriminalfälle ohne Beispiel wiederveröffentlicht | DDR |
| 036 | 1967 | Wer ist der fünfte? | Wiktor Smirnow                                                                                    | Werner Ruhner                | | Sowjetunion / Norbert Randow & Werner Tzschoppe                                                                                     |
| 037 | 1967 | Spuk auf der „Sea Prince“ | Juri Klimentschenko                                                                               | Peter Kunze                  | Seeabenteuererzählung | Sowjetunion / Leon Nebenzahl |
| 038 | 1967 | Die Zehn von der „Alexander“ | František Běhounek                                                                                | Werner Ruhner                | | Tschechoslowakei / Gustav Just |
| 039 | 1967 | Eine grausige Entdeckung | Jewgeni Ryss und Iwan Bodunow                                                                     | Karl Fischer                 | Kriminalerzählung handelt in der Sowjetunion | Sowjetunion / Ruth Henkel |
| 040 | 1967 | Mord in der Stunde Null | Günter Spranger                                                                                   | Hans Räde                    | Erzählung | |
| 041 | 1967 | Fahrt in den Tod I. | Wiktor Smirnow                                                                                    | Karl Fischer                 | Kriminalerzählung | Sowjetunion / Dieter Pommerenke |
| 042 | 1967 | Fahrt in den Tod II. | Wiktor Smirnow                                                                                    | Karl Fischer                 | | Sowjetunion / Dieter Pommerenke |
| 043 | 1967 | Der graue Mörder | Kurt Bachor                                                                                       | Irmhild & Hilmar Proft       | | |
| 044 | 1967 | Feuerprobe im Morgengrauen | Nikolai Tschukowski                                                                               | Werner Ruhner                | | Sowjetunion / Hannelore Menke |
| 045 | 1967 | Über dem Abgrund | Hans-Georg Lietz                                                                                  | Hans Räde                    | Erzählung eines Kraftfahrers | DDR |
| 046 | 1967 | Der Mann, der Gedanken las | Sinowi Jurjew                                                                                     | Karl Fischer                 | Phantastische Kriminalerzählung | Sowjetunion / Erna Linde |
| 047 | 1967 | Rendezvous um Mitternacht | Kurt Menke                                                                                        | Werner Ruhner                | | |
| 048 | 1967 | Die Postreiter der Moldau | Jacques Wertheimer-Ghika                                                                          | Petrer Kunze                 | | Rumänien |
| 049 | 1968 | Der weiße Tod | Jack London                                                                                       | Horst Bartsch                | Abenteuererzählung | USA / Irmhild Brandstädter |
| 050 | 1968 | Achtung Rotlicht! | Hans von Oettingen                                                                                | Karl Fischer                 | | |
| 051 | 1968 | Die gestohlenen Techmine | Alexander Lomm u. a.                                                                              | Werner Ruhner                | Sechs phantastische Erzählungen | Sowjetunion / Norbert Randow & Werner Tzschoppe / Doris-Ursula Pirl                                                                 |
| 052 | 1968 | Die grüne Leuchtkugel: - Das Gastspiel - Die grüne Leuchtkugel - In der Luft umgestiegen - Ein Solist - Entscheidung in Sekunden - Über der Weichsel | - Griorgi Glasow - Semjon Kusnezow (alle weiteren)                                                | Hans Räde                    | Zwei Kriegserzählungen aus dem Zweiten Weltkrieg | Sowjetunion / Sigrid Fischer / Marlene Milack                                                                                       |
| 053 | 1968 | Das Auge des Centaurus | Jerzy Broszkiewicz                                                                                | Werner Ruhner                | phantastische Erzählung | Polen / Liesbeth Hoffmann |
| 054 | 1968 | Im Gepäcknetz nach Sibirien | Anatoli Kusnezow                                                                                  | Peter Kunze                  | Erzählung | Sowjetunion / Gottfried J. Wojtek                                                                                                   |
| 055 | 1968 | Abenteuer in drei Erdteilen: Unter Menschenhändlern und Piraten                                                                                      | Ludwig Hevesi                                                                                     | Hans Räde                    | Teil 1 der Abenteuererzählung | Ungarn / József Takách |
| 056 | 1968 | Abenteuer in drei Erdteilen: Sklaven, Söldner, Säulenheilige                                                                                         | Lajos Hevesi                                                                                      | Hans Räde                    | Teil 2 der Abenteuererzählung | Ungarn / József Takách |
| 057 | 1968 | Krebse greifen an / Der Gravitationskonzentrator | Anatoli Dneprow / Alexander Schalimow                                                             | Hans Räde                    | Zwei phantastische Erzählungen | Sowjetunion / Norbert Randow & Werner Tzschoppe                                                                                     |
| 058 | 1968 | Der getarnte Kundschafter | Siegfried Dietrich                                                                                | Werner Ruhner                | Kriegserzählung aus dem Zweiten Weltkrieg | |
| 059 | 1968 | Abenteuer in drei Erdteilen: Im Dschungel der Banda-Inseln                                                                                           | Lajos Hevesi                                                                                      | Hans Räde                    | Teil 3 der Abenteuererzählung | Ungarn / József Takách |
| 060 | 1968 | Von Robotern gefangen | Jewgeni Woiskunski & Issai Lukodjanow                                                             | Werner Ruhner                | | Sowjetunion / Norbert Randow & Werner Tzschoppe                                                                                     |
| 061 | 1968 | Kapitän Berings letzte Fahrt | Herbert Wotte                                                                                     | Karl Fischer                 | | |
| 062 | 1968 | In den Indianerwäldern | Friedrich Gerstäcker                                                                              | Karl Fischer                 | | |
| 063 | 1968 | Schüsse am Gebirgspaß | Józef Stompor                                                                                     | Detlev Schüler               | | Polen / Kurt Kelm |
| 064 | 1968 | Das fluchbeladene Tal | Gleb Golubjew                                                                                     | Hans Räde                    | | Sowjetunion / Ingeborg Schröder |
| 065 | 1968 | Feuer im Schnee | Jack London                                                                                       | Karl Fischer                 | | USA / Hannelore Menke / Christine Hoeppener / Irmhild Brandstädter / Joachim Marten                                                 |
| 066 | 1968 | In geheimem Auftrag | Lew Ginsburg                                                                                      | Detlev Schüler               | | Sowjetunion / Charlotte Kossuth |
| 067 | 1968 | Der Mann aus Kanada | Hans von Oettingen                                                                                | Hans Räde                    | | |
| 068 | 1968 | Mord ohne Spuren | Lew Samoilow u. a.                                                                                | Karl Fischer                 | | Sowjetunion / Ruth Henkel |
| 069 | 1968 | Der Katastrophe entgegen | Alexej Leontjew                                                                                   | Karl Fischer                 | | Sowjetunion / Doris-Ursula Pirl |
| 070 | 1968 | Wilden Tieren auf der Fährte | Carl Hagenbeck                                                                                    | Werner Ruhner                | | |
| 071 | 1968 | Der Sohn Poseidons | Juri Abdaschew u. a.                                                                              | Detlev Schüler               | | Sowjetunion / Marlene Milack / Elena Panzig / Thomas Reschke                                                                        |
| 072 | 1968 | Der Major und der Tod / Ins Netz gegangen | Ion Băieșu / Wiktor Smirnow                                                                       | Detlev Schüler               | | Rumänien / Valentin Lupescu / Sowjetunion / Marlene Milack                                                                          |
| 073 | 1969 | Nur ein Strumpf | Hans Walldorf                                                                                     | Werner Ruhner                | | |
| 074 | 1969 | Der Skaphander Ahasvers | Alexander Lomm                                                                                    | Werner Ruhner                | | Sowjetunion / Norbert Randow & Werner Tzschoppe / Aljonna Möckel                                                                    |
| 075 | 1969 | Kurs Tampico | Hans von Oettingen                                                                                | Karl Fischer                 | | |
| 076 | 1969 | Die Hetzjagd | Nikolai Leskow                                                                                    | Erich Melcher                | | Sowjetunion / Unbekannt / Katharina Gilde / Else Wilde / Polen / Henryk Bereska                                                     |
| 077 | 1969 | Das Tal der Bösen | Fritz Selbmann                                                                                    | Erich Melcher                | Erzählung handelt im Zuchthaus und KZ in der Zeit des Dritten Reiches | DDR |
| 078 | 1969 | Wettkampf mit dem Tod | Alexej Golikow                                                                                    | Hans Räde                    | | Sowjetunion / Karel Hemzal |
| 079 | 1969 | Meuterei auf dem Mond | Arkadi und Boris Strugazki u. a.                                                                  | Hans Räde                    | | Sowjetunion / Erich Einhorn / Gisela Kuhnert                                                                                        |
| 080 | 1969 | Der Raubüberfall | Nikolai Leskow u. a.                                                                              | Karl Fischer / Hainz Hamisch | | Sowjetunion / Gerhard Dick |
| 081 | 1969 | Die Marketenderin | Alois Jirásek                                                                                     | Karl Fischer                 | | Tschechoslowakei / Egon Jiricek & Rolf Ulbrich                                                                                      |
| 082 | 1969 | Bankraub um Mitternacht |                                                                                                   | Hans Räde                    | humorvolle phantastische Erzählungen | Sowjetunion / Hannelore Menke / Harry Schnittke / Norbert Randow und Werner Tzschoppe / Ilse Krätzig / Ruth Henkel / Johanna Jutzas |
| 083 | 1969 | Man stirbt nicht zweimal | Hans von Oettingen                                                                                | Detlev Schüler               | | |
| 084 | 1969 | Mord am Dubowik | Juri Plaschewski                                                                                  | Hans Räde                    | | Sowjetunion / Peter Lobig |
| 085 | 1969 | Flug zum Alpha Eridani: - Flug zum Alpha Eridani - Die Marsbrandung - Auf staubigem Pfad                                                             | - Alexander Kolpakow (Titelgeschichte) - Dmitri Bilenkin (alle weiteren)                          | Wolf Friedrich               | | Sowjetunion / Ingeborg Schröder / Ruth Henkel / Sophie Wauer                                                                        |
| 086 | 1969 | Ede mit der Kombizange | Hans von Oettingen                                                                                | Karl Fischer                 | | |
| 087 | 1969 | Station der ersten Liebe / Waska | Wladimir Amlinski / Alla Drabkina                                                                 | Werner Ruhner                | | Sowjetunion / Aljonna Möckel / Marlene Milack                                                                                       |
| 088 | 1969 | Mr. Groppers seltsamer Tod | Sinowi Jurjew                                                                                     | Karl Fischer                 | phantastische Kriminalerzählung | Sowjetunion / Rolf Bräuer |
| 089 | 1969 | Der alte Goldgräber | Jack London                                                                                       | Erich Melcher                | | USA / Elli Berger & Günter Löffler                                                                                                  |
| 090 | 1969 | Leuchtkugeln über der „Elbia“ | Egon Richter                                                                                      | Detlev Schüler               | | |
| 091 | 1969 | Die Tarakul-Schanze | Boris Polewoi                                                                                     | Hans Räde                    | | Sowjetunion / Wolfgang Müller |
| 092 | 1969 | Lager Freckenfeld | Günter Spranger                                                                                   | Werner Ruhner                | | |
| 093 | 1969 | Weiße Augen | Arkadi & Georgi Wainer                                                                            | Karl Fischer                 | | Sowjetunion / Harry Burck |
| 094 | 1969 | Weiße Augen II. Teil | Arkadi & Georgi Wainer                                                                            | Karl Fischer                 | | Sowjetunion / Harry Burck |
| 095 | 1969 | Chronik eines Mordes | Hans von Oettingen                                                                                | Detlev Schüler               | | |
| 096 | 1969 | Der seltsame Funkspruch: - Der seltsame Funkspruch - Der unsichtbare Feind - Menschliches Versagen                                                   | - Lew Stekolnikow - Alexander Chlebnikow (alle weiteren)                                          | Wolf Friedrich               | Titelgeschichte wurde 1978 als Das neue Abenteuer Nr. 378 wiederveröffentlicht | Sowjetunion / Aljonna Möckel / Ingeborg Subert-Kolinko / Ilse Krätzig                                                               |
| 097 | 1970 | Die Unterwasserbrücke | Konstantin Simonow                                                                                | Karl Fischer                 | | Sowjetunion / Hilde Angarowa / Sigrid Fischer                                                                                       |
| 098 | 1970 | Der Geheimbefehl | Erich Loest                                                                                       | Hans Räde                    | | |
| 099 | 1970 | Die Achtnulligen / Insel der Angst | Georgi Gurewitsch / Günther Krupkat                                                               | Werner Ruhner                | Zwei phantastische Erzählungen | Sowjetunion / Caesar Rymarowicz / DDR                                                                                               |
| 100 | 1970 | Das Todesmedaillon / Aljoscha | Juri Jakowlew (beide)                                                                             | Karl Fischer                 | | Sowjetunion / Mimi Barillot |
| 101 | 1970 | Handstreich zwischen den Fronten | Werner Reinowski                                                                                  | Hans Räde                    | | |
| 102 | 1970 | Der rätselhafte Meteor | Jan Weiss                                                                                         | Erich Melcher                | phantastische Erzählung | Tschechoslowakei / Heinz Koblischke                                                                                                 |
| 103 | 1970 | Das stählerne Ungeheuer / Halte durch, Obermaat | Leonid Platow / Leonid Sobolew                                                                    | Wolf Friedrich               | | Sowjetunion / Peter Lobig |
| 104 | 1970 | Das Telegramm | Konstantin Paustowski                                                                             | Werner Ruhner                | | Sowjetunion / Ena von Baer / Georg Schwarz / Thomas Reschke                                                                         |
| 105 | 1970 | Der Paß der Wolken | Harry Thürk                                                                                       | Hans Räde                    | | |
| 106 | 1970 | Der Doppelgänger | Wladimir Michanowski                                                                              | Werner Ruhner                | phantastische Erzählung | Sowjetunion / Norbert Randow & Werner Tzschoppe                                                                                     |
| 107 | 1970 | Der Fremde im Grenzwald | Hans von Oettingen                                                                                | Karl Fischer                 | | |
| 108 | 1970 | Der Ruf der Wildnis | Jack London                                                                                       | Wolf Friedrich               | | USA / Lisa H. Löns |
| 109 | 1970 | Der letzte Bandit | Vladimirs Kaijaks                                                                                 |                              | Partisanenerzählung über die vergängnisvolle Freundschaft mit einem Hund handelt in Lettland, spätere Veröffentlichung unter dem Originaltitel „Satan“ | Sowjetunion / Welta Ehlert |
| 110 | 1970 | Der große Bluff | Hans von Oettingen                                                                                | Karl Fischer                 | | |
| 111 | 1971 | Eine Prise Gift | Kurt Menke                                                                                        | Werner Ruhner                | | |
| 112 | 1971 | Die fünfte Dimension | Konrad Fialkowski                                                                                 | Werner Ruhner                | Vier phantastische Erzählungen | Polen / Christa Schubert-Consbruch / Johannes Jankowiak                                                                             |
| 113 | 1971 | Das zweite Gesicht | Hans von Oettingen                                                                                | Karl Fischer                 | | |
| 114 | 1971 | Charter nach Karatschi | Rodrigo Borgia                                                                                    | Wolf Friedrich               | | |